# میرزا تورسون‌زاده، ناحیه رودکی
میرزا تورسون‌زاده یک منطقهٔ مسکونی در تاجیکستان است که در ناحیه رودکی واقع شده‌است. میرزا تورسون‌زاده ۲۰٬۵۰۰ نفر جمعیت دارد.